# Malaxis pollardii
Malaxis pollardii är en orkidéart som beskrevs av Louis Otho Otto Williams. Malaxis pollardii ingår i släktet knottblomstersläktet, och familjen orkidéer. Inga underarter finns listade i Catalogue of Life.